# Імператор (книга)
Імператор (пол. «Cesarz») — книга Ришарда Капусцінського про Ефіопію та імператорський двір Хайле Селассіє I під час конституційної монархії та в часи революції, вперше опублікована в 1978 році. Сам автор подав це більше як літературну вигадку, ніж репортаж.
Письменник не показує членів військової хунти, які скинули монархію. Натомість він подає звіти колишніх членів придворної камарильї, що належать імператорській дружині (за кількома винятками, не надаючи їх посвідчення). Капусцінський реконструює образ системи очима людей палацу. Їхні записи, переповнені, здавалося б, невагомими деталями, складають образ поваленого режиму, одночасно є фактичними доказами його злочину.
Репортаж став свідченням минулого, а також вірулентної сатири (гротескного відтінку) в системі. І не тільки для системи, що діє в імперії Хайле-Селасси, але і в кожній країні, що керується подібними політичними принципами.
Капускінський представляє модель авторитарного режиму, прикладом якого є ефіопський суд та правила його нерозбірливості компетенції, конфіденційність рішень, особистий нагляд імператора та його божественна непогрішність. Була брошура про тоталітаризм та образ відносин у країнах так званого імператора. справжній соціалізм . Існує версія, що Капускінському вдалося захопити внутрішню логіку тоталітаризму; однак, на думку інших, це дало досить пропагандистське обґрунтування комуністичного перевороту Чорного Сталіна, тобто Менгісту Хайле Маріама, за допомогою радянських, НДР, болгарських та кубинських служб.